# 山高亜紀子
山高 亜紀子（やまたか あきこ、1973年〈昭和48年〉10月26日 - ）は、日本の政治家。東京都三宅村長（1期）。

## 来歴
茨城県出身。1994年東放学園専門学校卒業。同年三宅村役場に勤務する。2024年1月三宅村長選挙に立候補したが、立候補者が山高一人のため、無投票での当選が決まった。島嶼部では初の女性町村長となった。